# Aeroportul Municipal Kenai
Aeroportul Municipal Kenai (IATA: ENA, ICAO: PAEN, FAA LID: ENA) este un aeroport din Alaska, Statele Unite ale Americii ce deservește zona Kenai⁠(d). Aeroportul a fost tranzitat în 2019 de 190.478 de pasageri. A fost numit după zona deservită.
Situat la o altitudine de 30 m, aeroportul dispune de o singură pistă.